# Áreas protegidas de Angola

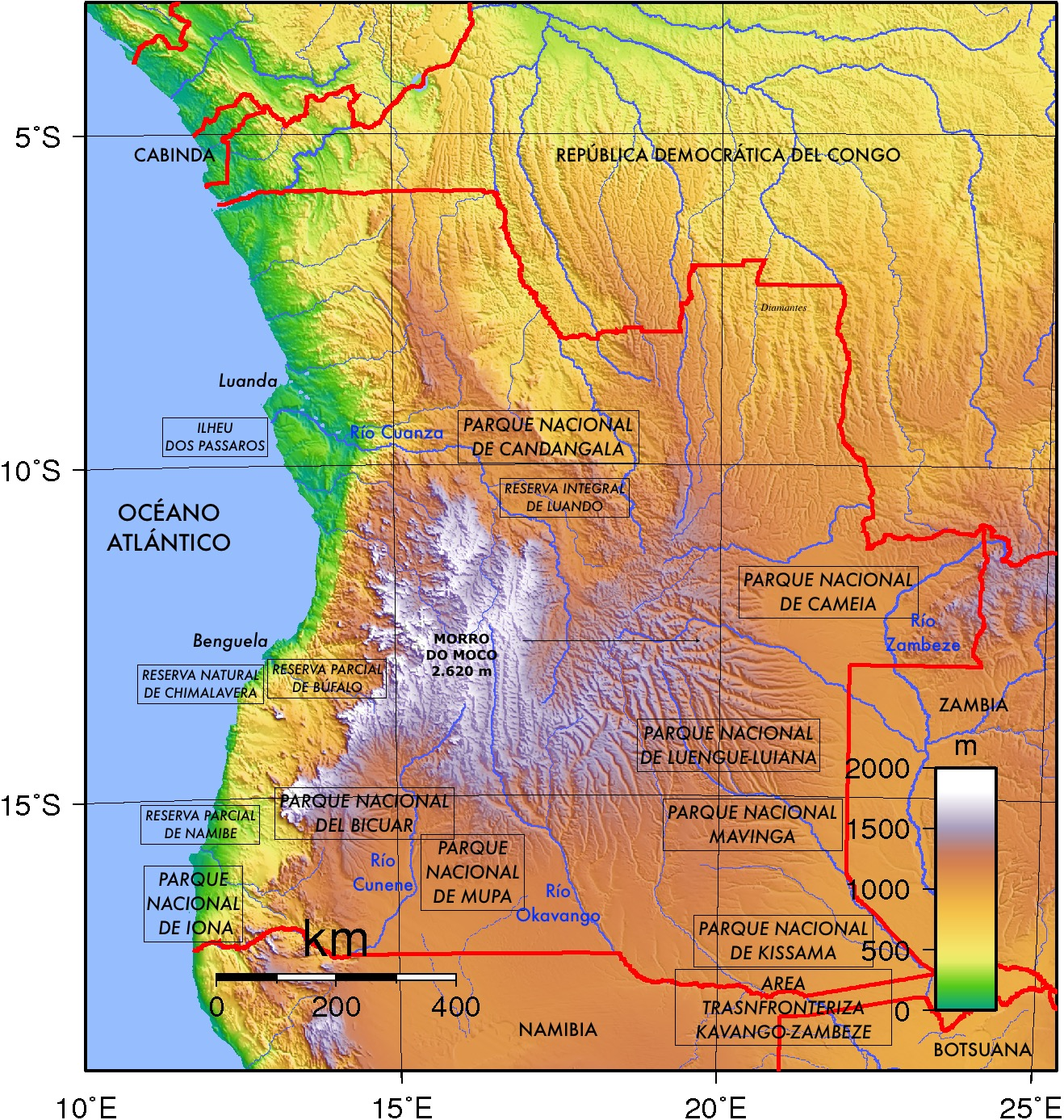
Mapa topográfico de Angola con las áreas protegidas más importantes

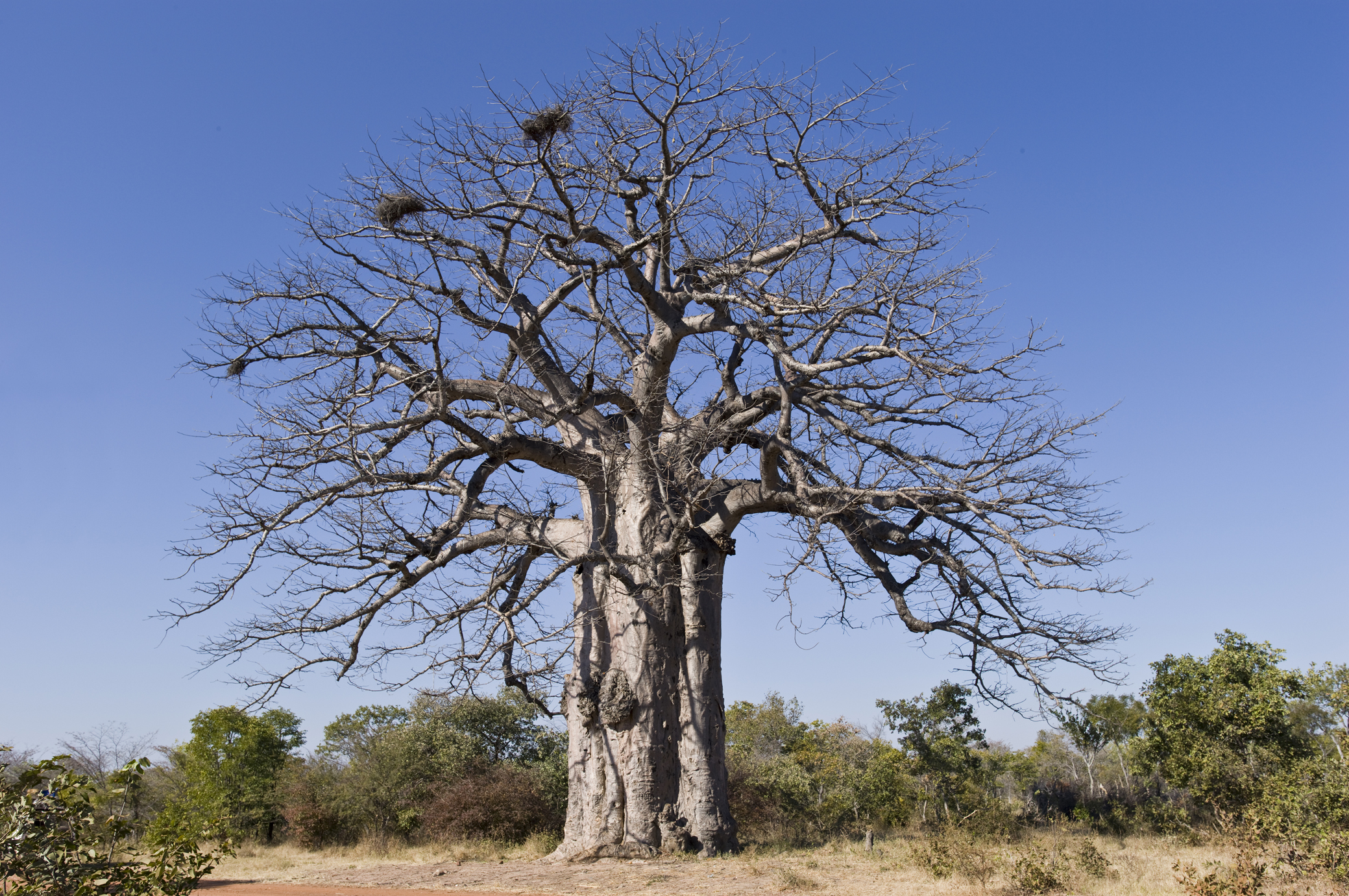
Baobab en el Parque nacional de Iona

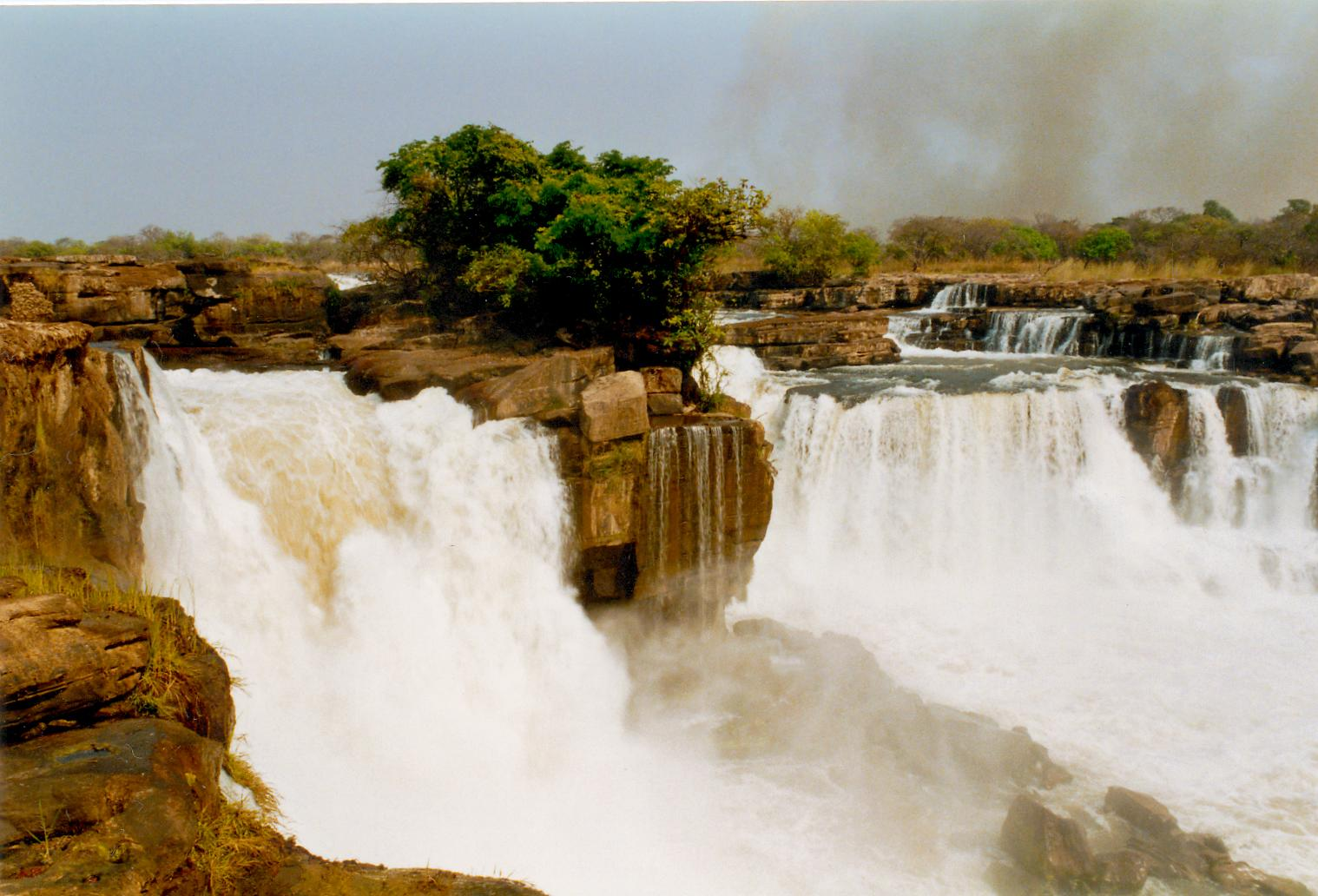
Cataratas Tazua en el río Okavango, en Angola, en una zona rica en diamantes.

Según la IUCN, en Ángola había en 2024, 18 áreas protegidas con una superficie de 134.176 km², el 10,76% del territorio, además de 67 km² de áreas marinas, una parte ínfima de los 495.857 km² que le corresponden. De estas, 9 son parques nacionales, 2 son reservas parciales, 2 son reservas naturales integrales, 1 es un área de conservación marina, 1 es un parque natural regional y 3 son cordilleras.

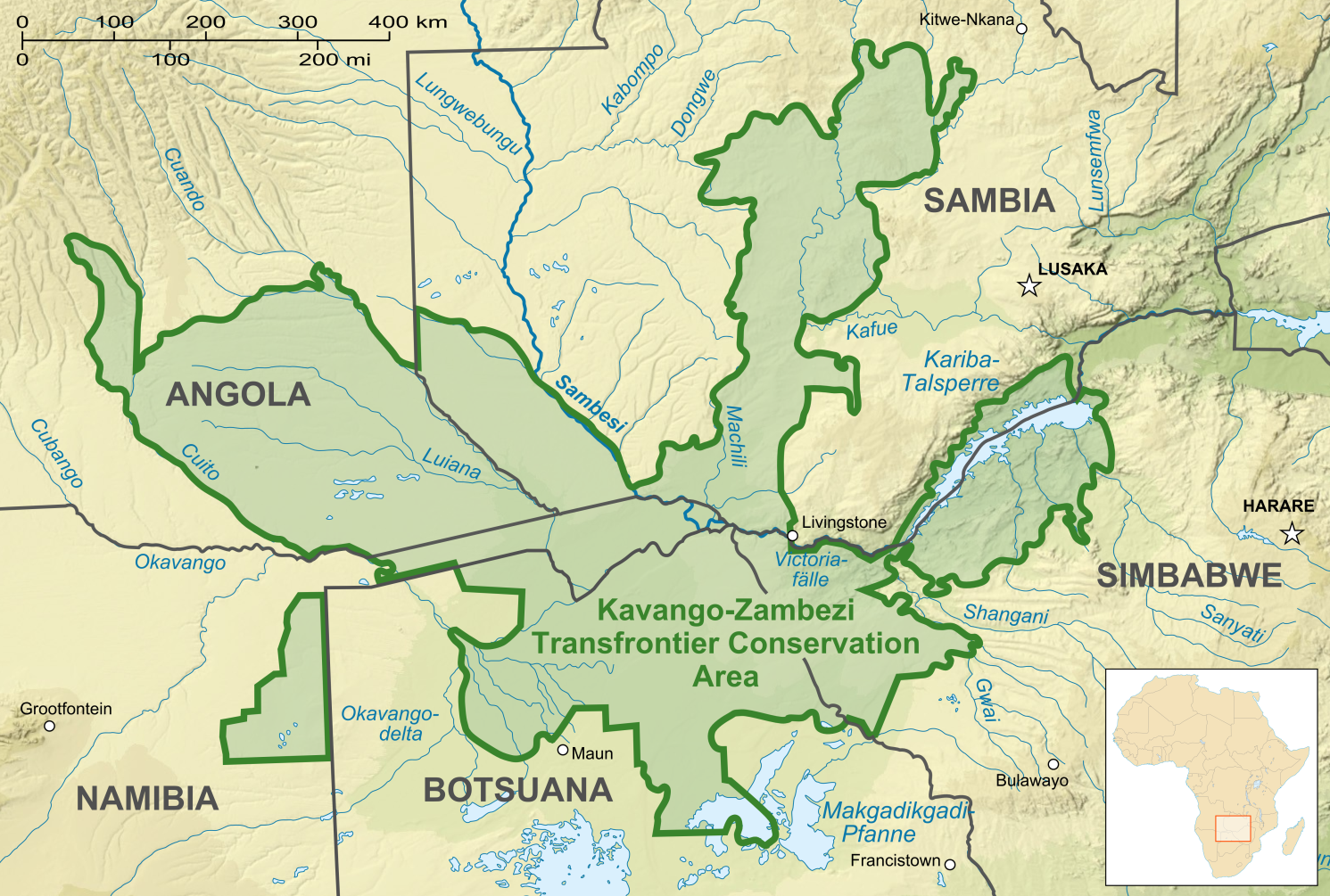
Área de protección transfronteriza Okavango-Zambeze

En Ángola hay además 11 humedales de importancia, de los cuales el Saco dos Flamingos fue catalogado como primer sitio Ramsar del país en 2018, pero fue descatalogado después. Entre los demás se encuentran el lago Carumbo, en Lunda Norte; el lago do Arco, en Namibe; manglares de la boca del río Chiluango, en Cabinda; el lago de Calumbo, en Luanda, y la bahía de Lobito, en Benguela.
Por su parte, BirdLife International cataloga 23 IBAs, áreas de importancia por las aves y la biodiversidad, con 915 especies de aves clasificadas, de las que 202 especies son migratorias, con 32 especies amenazadas y 16 endémicas del país, además de 4 EBAs, áreas de aves endémicas: la costa de Gabón-Cabinda, el escarpe namibio, los bosques del norte de Angola y el oeste de Zaire y Angola occidental.
Se calcula que en el país hay unas 983 especies de aves, 291 de mamíferos, 278 de reptiles y 117 de anfibios.

## Parques nacionales y reservas
- Parque nacional de Iona, 15.150 km², bioma árido del sudoeste del país. Litoral marítimo de 150 km con golfos y estuarios alcalinos. Desierto litoral con dunas que ocupan unos 5.000 km², continuación hacia el norte del desierto del Namib. Grandes superficies dominadas por los pedregales, desprovistas de vegetación o con muy escasa vegetación. Estepas costeras de ciclo vegetativo efímero en las que destacan las formaciones de Welwitschia mirabilis y escarpadas montañas desnudas. Limitada al norte por el río Curoca, al sur por el río Cunene, frontera con Namibia y al este por el río dos Elefantes. Entre la fauna, gacela saltarina de El Cabo o springbok, orix, gallina de Guinea, cebras y avestruces.[10]

- Parque nacional del Bicuar, 7.900 km². Entre el miombo de Brachystegia y el bioma árido del sudoeste, caracterizado por un bosque seco zambeziano de estepas y bosques de Acacia, Sterculia baobab y Commiphora. Media anual de 20.oC, pero puede llegar a helar en agosto. Lluvias ente 800 y 1.200 mm. Recuperando la fauna con elefantes, antílopes, cebras y ñús.[11]

- Parque nacional de Cameia, 14.450 km². Grandes planicies de inundación estacional. Lluvia de 1200 mm. Miombo de Brachystegia. Ríos Luena y Luangueje, y las lagunas Cauamba, Calundo y Chaluvanda. Antílope, león, hiena, guepardo, hipopótamo, facocero, antílope ruano, sitatunga, etc.[12]

- Parque nacional de Cangandala, 630 km², floresta abierta de miombo, con el fin de proteger el antílope sable gigante y una porción de Brachystegia de alto valor ecológico.[13]

- Parque nacional de Kissama, 9.600 km². Al sur de Luanda. Región fitogeográfica del Zambeze, que ocupa la mayor parte de Angola, dominada por Acacia, Sterculia, Adansonia, Euphorbia y Commiphora. Elefantes, hipopótamos, manatíes y antílope sable, entre otros. Posee 120 km de costa, entre la boca del río Cuanza y la hoz del río Longa. Tortugas marinas.

- Parque nacional de Mupa, 6.600 km², en la provincia de Cunene, entre los biomsas del miombo y la estepa seca del sudoeste. Contiene 134 aldeas con 18.000 habitantes. Pastores nómadas y prospecciones mineras.

- Parque nacional de Luengue-Luiana, 22.610 km², provincia de Kuando Kubango, sudeste, dentro del Área de conservación Kavango-Zambeze, transfronteriza. Floresta densa seca, sabana con arbustos y árboles en el nordeste, en el sudeste se halla la Reserva parcial de Luiana, que posee maderas preciosas.

- Parque nacional de Mavinga, 5.950 km². Planicies extensas y onduladas, sabana de arbustos y retazos de bosque de miombo. Guepardos, leones, hienas, leopardo, rinoceronte, cebra, hipopótamos, antílopes, impalas, búfalos, etc. Al norte del Área de conservación Kavango-Zambeze, en el sudeste del país.

- Parque nacional de Mayombé, 1930 km2 de selva tropical en la sierra de Mayombé, en el extremo norte de Angola, en la provincia de Cabinda, donde hace frontera con el Congo para formar parte del Área protegida transfronteriza del bosque de Mayombé, de 36.000 km2. En la zona de Angola viven unos 56.000 residentes de la etnia yombé. Formado por selvas vírgenes y secundarias, el parque alberga gorilas occidentales de las tierras bajas, chimpancés, elefantes de bosque, pangolines gigantes, etc.[14] El área transfronteriza propuesta abarcaría la totalidad del bosque de Mayombé,[15] que comprende la esquina sudoeste de la República Democrática del Congo, el enclave de Cabinda, en Angola, el bosque costero de la República del Congo y el sudoeste de Gabón. Este bosque es uno de los puntos calientes de biodiversidad del planeta, en el margen meridional del bosque tropical lluvioso de África Central, cálido y húmedo, con temperaturas medias de 23-26 oC y precipitaciones anuales de 1200-1800 mm. Los árboles alcanzan los 40-60 m en el mejor de los casos, con diversas capas de herbáceas y epífitas.[16]

## Reservas nacionales
- Reserva parcial de Búfalo, 400 km², a 30 km de Benguela. Topografía irregular entre 380 y 1.200 m, con afloramientos rocosos. Cuatro ríos: Catumbela, Cavaco, Bungue y Caimbambo. Sabana y estepa seca, con unos 300 mm anuales de precipitación. Búfalo negro, babuinos, kudu, hipopótamos, antílope, duiker, chacal, hiena, etc.

- Reserva parcial de Namibe, en la costa sudoeste, 4.450 km². Zona desértica, dunas y estrechas llanuras y agrestes montañas. Vegetación esteparia con sabana, Elefantes, oryx, rinoceronte negro.

- Reserva natural integral do Ilhéu dos Pássaros, 2 km². El islote tiene 1,7 km², al sudoeste de Luanda. Sufre inundaciones periódicas y la vegetación predominante son manglares. En junio y agosto, la temperatura media es de 20.oC, en marzo, el mes más cálido y lluvioso, de 27.oC. Las precipitaciones son de 450 mm anuales. Apenas hay mamíferos, pero abundan las aves, sobre todo garzas, ibis y otras aves acuáticas.

- Reserva natural integral de Luando, 8.280 km², centro norte el país, poblada casi enteramente por el bioma del miombo.[17][18]

- Parque natural regional de Chimalavera, 100-150 km². Meseta entre 50 y 260 m, rodeada de montañas. estepa sublitoral con acacias. Monos, chacales, antílopes, cebras.

## Áreas transfronterizas
- Área de conservación Kavango-Zambeze, parque transfronterizo de 520.000 km² en las cuencas de los ríos Okavango y Zambeze que abarca cinco países: Angola, Botsuana, Namibia, Zambia y Zimbabue.

- Área protegida transfronteriza del bosque de Mayombé, 36.000 km2. Comprende la esquina sudoeste de la República Democrática del Congo, el enclave de Cabinda, en Angola, el bosque costero de la República del Congo y el sudoeste de Gabón. El propósito es abarcar por completo el bosque de Mayombé, que se encuentra en la sierra del mismo nombre que bordea la costa desde la desembocadura del río Congo al sur, hasta Gabón, al norte, sin superar los 1000 m de altitud. Abarca seis zonas protegidas: el Parque nacional de Mayumba, en Gabón; el Parque nacional de Conkouati-Douli, la Reserva de la biosfera de Dimonika y la Reserva natural de Tchimpounga, en la RC; el Parque nacional de Mayombé (o Maiombe), en Angola, y la Reserva de la biosfera de Luki, en la RDC.[19]

## Áreas de importancia para las aves
- Lago Carumbo, 1.500 km², en el valle del río Luele, a 1.400 m de altitud, en el nordeste, provincia de Lunda Norte. Vegetación variada al encontrarse en la zona de superposicion del bosque del Zambeze con el bosque Guinea-Congo. En el bosque seco del Zambeze domina Cryptosepalum pseudotaxus y Marquesia, en el bosque pantanoso las palmeras de Raphia y en las llanuras inundables el papiro. En los bosques de galería del Luende se encuentran pájaros de los géneros Pycnonotidae, Sylviidae y Nectariniidae. Entre los mamíferos, el cefalofo silvicultor en los bosques de Marquesia, y el leopardo y la nutria de cuello manchado en el río Luele.[20]